# Catharine Beecher
Catharine Esther Beecher (East Hampton, 6 de septiembre de 1800 - Elmira, Nueva York, 12 de mayo de 1878) fue una educadora estadounidense que moldeó y popularizó un movimiento conservador con fines glorificantes del rol de la mujer en el entorno familiar.
Era la hija de Roxanna Foote y del ministro y activista Lyman Beecher, hermana de la conocida escritora Harriet Beecher Stowe y de Henry Ward Beecher. Catharine ayudó a fundar el Hartford Female Seminary en 1823 y otras organizaciones consagradas a la educación femenina. Su popular obra de 1841 A Treatise on Domestic Economy for the Use of Young Ladies at Home and at School, sirvió para normalizar las costumbres del hogar reforzando la creencia de que el lugar apropiado para una mujer era la casa.
- Datos: Q462169
- Multimedia: Catharine E. Beecher / Q462169